# Persone di nome Denis
| Questa pagina contiene informazioni ricavate automaticamente dalle voci biografiche con l'ausilio del template Bio e di un bot. L'aggiornamento è periodico e automatico e ricostruisce completamente la pagina. Se manca una persona in questa lista, sei pregato di non aggiungerla, ma accertati piuttosto che la sua voce biografica contenga il template Bio e che i dati anagrafici siano correttamente compilati. Se il template Bio manca, inseriscilo tu stesso o, in alternativa, metti l'avviso {{tmp\|Bio}} che ne segnala la mancanza. Se i dati riportati sono sbagliati, correggi direttamente la voce biografica; le modifiche saranno visibili in questa lista entro pochi giorni. Per chiarimenti vedi il progetto antroponimi. La lista contiene solo le 298 persone che sono citate nell'enciclopedia e per le quali è stato implementato correttamente il template Bio. Pagina aggiornata al 6 ago 2025. |

Questa è una lista di persone presenti nell'enciclopedia che hanno il nome Denis, suddivise per attività principale.

## Allenatori di calcio(11)
- Denis Bojarincev, allenatore di calcio e ex calciatore russo (Mosca, n. 1978)
- Denis Calincov, allenatore di calcio e ex calciatore moldavo (Chișinău, n. 1985)
- Denis Godeas, allenatore di calcio e ex calciatore italiano (Medea, n. 1975)
- Denis Halilović, allenatore di calcio e ex calciatore sloveno (Slovenj Gradec, n. 1986)
- Denis Hamlett, allenatore di calcio, ex calciatore e dirigente sportivo costaricano (Puerto Limón, n. 1969)
- Denis Kljuev, allenatore di calcio e ex calciatore russo (Mosca, n. 1973)
- Ron Lewin, allenatore di calcio e calciatore inglese (Edmonton, n. 1920 - Cockermouth, † 1985)
- Denis Mendoza, allenatore di calcio e ex calciatore italiano (Caracas, n. 1955)
- Denis Charles Neville, allenatore di calcio e calciatore inglese (Northampton, n. 1915 - Rotterdam, † 1995)
- Denis Zanko, allenatore di calcio e ex calciatore francese (Vannes, n. 1964)
- Denis Zubko, allenatore di calcio e ex calciatore russo (Petrozavodsk, n. 1974)

## Allenatori di calcio a 5(1)
- Denis Abyšev, allenatore di calcio a 5 e ex giocatore di calcio a 5 russo (Tjumen', n. 1978)

## Allenatori di pallacanestro(1)
- Denis Wucherer, allenatore di pallacanestro e ex cestista tedesco (Magonza, n. 1973)

## Alpinisti(1)
- Denis Urubko, alpinista russo (Nevinnomyssk, n. 1973)

## Ammiragli(2)
- Denis Valentinovič Berezovskij, ammiraglio russo (Kharkiv, n. 1974)
- Denis Decrès, ammiraglio francese (Chaumont, n. 1761 - Parigi, † 1820)

## Arbitri di calcio(1)
- Denis Salati, arbitro di calcio italiano (Pergine Valsugana, n. 1973)

## Arbitri di pallacanestro(1)
- Denis Quarta, arbitro di pallacanestro italiano (Torino, n. 1979)

## Architetti(1)
- Marius Toudoire, architetto francese (Tolone, n. 1852 - Parigi, † 1922)

## Arcivescovi cattolici(4)
- Denis Komivi Amuzu-Dzakpah, arcivescovo cattolico togolese (Kpogame Tahasi, n. 1943)
- Denis Grondin, arcivescovo cattolico canadese (Rimouski, n. 1954)
- Denis James Hart, arcivescovo cattolico australiano (Melbourne, n. 1941)
- Denis Eugene Hurley, arcivescovo cattolico sudafricano (Città del Capo, n. 1915 - Durban, † 2004)

## Artisti(1)
- Denis Mandarino, artista, compositore e scrittore brasiliano (São Paulo, n. 1964)

## Astronomi(1)
- Denis Bergeron, astronomo canadese (Repentigny, n. 1956)

## Attori(12)
- Denis Arndt, attore statunitense (Issaquah, n. 1939 - Ashland, † 2025)
- Denis Fasolo, attore italiano (Padova, n. 1975)
- Denis Forest, attore canadese (Ottawa, n. 1960 - Los Angeles, † 2002)
- Denis Lavant, attore francese (Neuilly-sur-Seine, n. 1961)
- Denis Lawson, attore britannico (Crieff, n. 1947)
- Denis Leary, attore e comico statunitense (Worcester, n. 1957)
- Denis Levasseur, attore canadese (Niagara Falls, n. 1956)
- Denis Moschitto, attore tedesco (Colonia, n. 1977)
- Denis Ménochet, attore francese (Enghien-les-Bains, n. 1976)
- Denis O'Dea, attore irlandese (Dublino, n. 1905 - Dublino, † 1978)
- Denis O'Hare, attore statunitense (Kansas City, n. 1962)
- Denis Podalydès, attore, regista e sceneggiatore francese (Versailles, n. 1963)

## Attori pornografici(1)
- Denis Marti, ex attore pornografico italiano (Nuoro, n. 1972)

## Attori teatrali(1)
- Denis Quilley, attore teatrale britannico (Londra, n. 1927 - Londra, † 2003)

## Avvocati(2)
- Denis Payot, avvocato svizzero (Ginevra, n. 1942 - Ginevra, † 1990)
- Denis de Sallo, avvocato, giornalista e scrittore francese (Sainte-Hermine, n. 1626 - Parigi, † 1669)

## Banchieri(1)
- Denis Borisovič Kireev, banchiere e agente segreto ucraino (Kiev, n. 1977 - Kiev, † 2022)

## Biologi(1)
- Denis Buican, biologo, filosofo e storico francese (Bucarest, n. 1934)

## Bobbisti(1)
- Denis Moisejčenkov, bobbista russo (Zima, n. 1986)

## Canoisti(2)
- Denis Gargaud Chanut, canoista francese (Apt, n. 1987)
- Denis Myšák, canoista slovacco (Bojnice, n. 1995)

## Canottieri(1)
- Denis Žvegelj, ex canottiere sloveno (Jesenice, n. 1972)

## Cantanti(1)
- Denis Barthel, cantante, militare e imprenditore inglese (Camberwell, n. 1916 - Vancouver, † 2008)

## Cardinali(1)
- Denis du Moulin, cardinale e patriarca cattolico francese (Meaux - Parigi, † 1447)

## Cavalieri(1)
- Denis Arreola, cavaliere italiano (Sanremo, n. 1994)

## Cestisti(8)
- Denis Clemente, cestista portoricano (Bayamón, n. 1986)
- Denis Eršov, ex cestista russo (Susuman, n. 1981)
- Denis Innocentin, cestista italiano (Fossalta di Portogruaro, n. 1961 - Monza, † 1991)
- Denis Krestinin, cestista lituano (Vilnius, n. 1994)
- Denis Marconato, ex cestista italiano (Treviso, n. 1975)
- Denis Petenev, ex cestista russo (Volodarskoye, n. 1972)
- Denis Polochin, ex cestista russo (Biškek, n. 1990)
- Denis Zacharov, cestista russo (Belgorod, n. 1993)

## Ciclisti su strada(6)
- Denis Bertolini, ex ciclista su strada italiano (Rovereto, n. 1977)
- Denis Flahaut, ex ciclista su strada e ex ciclocrossista francese (Valenciennes, n. 1978)
- Denis Galimzjanov, ex ciclista su strada russo (Ekaterinburg, n. 1987)
- Denis Lunghi, ex ciclista su strada italiano (Biella, n. 1976)
- Denis Nekrasov, ciclista su strada e pistard russo (Verchnjaja Pyšma, n. 1997)
- Denis Zanette, ciclista su strada italiano (Sacile, n. 1970 - Pordenone, † 2003)

## Compositori(1)
- Denis Dufour, compositore francese (Lione, n. 1953)

## Cosmonauti(1)
- Denis Matveev, cosmonauta russo (Leningrado, n. 1983)

## Crickettisti(1)
- Denis Compton, crickettista e calciatore inglese (Middlesex, n. 1918 - Berkshire, † 1977)

## Danzatori(2)
- Denis Aleksandrovič Rod'kin, danzatore russo (Mosca, n. 1990)
- Denis Alekseevič Savin, danzatore russo (Mosca, n. 1984)

## Designer(1)
- Denis Santachiara, designer italiano (Campagnola Emilia, n. 1950)

## Direttori d'orchestra(1)
- Denis Vaughan, direttore d'orchestra australiano (Melbourne, n. 1926 - † 2017)

## Direttori della fotografia(1)
- Denis Lenoir, direttore della fotografia francese (Parigi, n. 1949)

## Dirigenti sportivi(3)
- Denis Lapaczinski, dirigente sportivo, allenatore di calcio e ex calciatore tedesco (Reutlingen, n. 1981)
- Denis Men'šov, dirigente sportivo e ex ciclista su strada russo (Orël, n. 1978)
- Denis Roux, dirigente sportivo e ex ciclista su strada francese (Montreuil, n. 1961)

## Drammaturghi(2)
- Denis Amiel, drammaturgo, scrittore e critico teatrale francese (Villegailhenc, n. 1884 - La Gaude, † 1977)
- Denis Cannan, drammaturgo e sceneggiatore britannico (Oxford, n. 1919 - † 2011)

## Filologi(1)
- Denis Lambin, filologo classico francese (Montreuil-sur-Mer - Parigi, † 1572)

## Filosofi(2)
- Denis Diderot, filosofo, critico d'arte e enciclopedista francese (Langres, n. 1713 - Parigi, † 1784)
- Denis Pétau, filosofo, storico e teologo francese (Orléans, n. 1583 - Parigi, † 1652)

## Fondisti(2)
- Denis Spicov, fondista russo (n. 1996)
- Denis Volotka, fondista russo (n. 1985)

## Fumettisti(2)
- Denis Medri, fumettista e illustratore italiano (Cesena, n. 1979)
- Denis Rodier, fumettista canadese (Aubignan, n. 1963)

## Funzionari(1)
- Denis McDonough, funzionario statunitense (Stillwater, n. 1969)

## Generali(2)
- Denis Auguste Duchêne, generale francese (Juzennecourt, n. 1862 - Bihorel, † 1950)
- Denis Pack, generale britannico (Kilkenny, n. 1775 - Londra, † 1823)

## Ginnasti(1)
- Denis Abljazin, ginnasta russo (Penza, n. 1992)

## Giocatori di calcio a 5(2)
- Denis Agafonov, ex giocatore di calcio a 5 russo (Rubcovsk, n. 1975)
- Denis Totošković, giocatore di calcio a 5 sloveno (Lubiana, n. 1987)

## Giocatori di football americano(2)
- Denis Barros, ex giocatore di football americano brasiliano (n. 1985)
- Denis Butz, giocatore di football americano tedesco (n. 1989)

## Giocatori di polo(1)
- Denis St. George Daly, giocatore di polo irlandese (Athenry, n. 1862 - Chipping Norton, † 1942)

## Giornalisti(2)
- Denis Jenkinson, giornalista e storico britannico (n. 1920 - † 1996)
- Denis Lefebvre, giornalista e scrittore francese (Arras, n. 1953)

## Giuristi(1)
- Denis Godefroy, giurista francese (Parigi, n. 1549 - Strasburgo, † 1622)

## Hockeisti su ghiaccio(7)
- Denis Denisov, hockeista su ghiaccio russo (Charkiv, n. 1981)
- Denis Grebeškov, hockeista su ghiaccio russo (Jaroslavl', n. 1983)
- Denis Hollenstein, hockeista su ghiaccio svizzero (Zurigo, n. 1989)
- Denis Kokarev, hockeista su ghiaccio russo (Kalinin, n. 1985)
- Denis Potvin, ex hockeista su ghiaccio canadese (Vanier, n. 1953)
- Denis Reul, hockeista su ghiaccio tedesco (Marktredwitz, n. 1989)
- Denis Savard, ex hockeista su ghiaccio e allenatore di hockey su ghiaccio canadese (Témiscaming, n. 1961)

## Imprenditori(3)
- Denis Dumont, imprenditore e dirigente d'azienda francese (Lorgies, n. 1958)
- Denis Duverne, imprenditore francese (Lyon, n. 1953)
- Denis Kessler, imprenditore francese (Mulhouse, n. 1952 - † 2023)

## Judoka(3)
- Denis Braidotti, judoka italiano (Udine, n. 1972)
- Denis Jarcev, judoka russo (Čeljabinsk, n. 1990)
- Denis Vieru, judoka moldavo (Chișinău, n. 1996)

## Lottatori(2)
- Denis Carguš, lottatore russo (Gudauta, n. 1987)
- Denis Maksymilian Kudla, lottatore tedesco (Racibórz, n. 1994)

## Maratoneti(1)
- Denis Curzi, maratoneta italiano (Dernbach, n. 1975)

## Marciatori(2)
- Denis Nižegorodov, marciatore russo (Saransk, n. 1980)
- Denis Strelkov, marciatore russo (n. 1990)

## Matematici(2)
- Denis Henrion, matematico francese (Francia - Parigi)
- Denis Papin, matematico, fisico e inventore francese (Chitenay, n. 1647 - Londra, † 1713)

## Medici(1)
- Denis Mukwege, medico e attivista congolese (Repubblica Democratica del Congo) (Bukavu, n. 1955)

## Microbiologi(1)
- Denis Jur'evič Logunov, microbiologo russo (n. 1978)

## Militari(4)
- Denis Avey, militare e ingegnere britannico (Essex, n. 1919 - Bakewell, † 2015)
- Denis Ivanov, militare russo (Tambov, n. 1981 - Distretto di Sjevjerodonec'k, † 2023)
- Denis Kapustin, militare e attivista russo (Mosca, n. 1984)
- Denis Thatcher, militare e imprenditore britannico (Lewisham, n. 1915 - Londra, † 2003)

## Musicisti(2)
- Gramatik, musicista e produttore discografico sloveno (Portorose, n. 1984)
- Denis Novato, musicista italiano (San Dorligo della Valle, n. 1976)

## Nuotatori(3)
- Denis Pankratov, ex nuotatore russo (Volgograd, n. 1974)
- Denis Petrašov, nuotatore kirghizo (Biškek, n. 2000)
- Denis Pimankov, ex nuotatore russo (Sverdlovsk, n. 1975)

## Ostacolisti(1)
- Denis Kudrjavcev, ostacolista russo (Čeljabinsk, n. 1992)

## Pallamanisti(2)
- Denis Buntić, ex pallamanista croato (Ljubuški, n. 1982)
- Denis Krivošlykov, ex pallamanista russo (Mosca, n. 1971)

## Pallanuotisti(1)
- Denis Šefik, pallanuotista serbo (Belgrado, n. 1976)

## Pallavolisti(4)
- Denis Birjukov, pallavolista russo (Volgograd, n. 1988)
- Denis Bogdan, pallavolista russo (Hrodna, n. 1996)
- Denis Karjagin, pallavolista bulgaro (Burgas, n. 2002)
- Denis Zemčënok, pallavolista russo (Ekaterinburg, n. 1987)

## Patologi(1)
- Denis Parsons Burkitt, patologo e chirurgo britannico (Enniskillen, n. 1911 - Gloucester, † 1993)

## Pattinatori artistici su ghiaccio(2)
- Denis Chodykin, pattinatore artistico su ghiaccio russo (Mosca, n. 1999)
- Denis Petrov, ex pattinatore artistico su ghiaccio sovietico (Leningrado, n. 1968)

## Pattinatori di short track(2)
- Denis Ajrapetjan, pattinatore di short track russo (Penza, n. 1997)
- Denis Nikiša, pattinatore di short track kazako (Qostanay, n. 1995)

## Pattinatori di velocità su ghiaccio(1)
- Denis Juskov, pattinatore di velocità su ghiaccio russo (Mosca, n. 1989)

## Pesisti(1)
- Denis Horgan, pesista britannico (Fermoyle, n. 1871 - Crookstown, † 1922)

## Pianisti(1)
- Denis Leonidovič Macuev, pianista russo (Irkutsk, n. 1975)

## Piloti automobilistici(1)
- Denny Hulme, pilota automobilistico neozelandese (Nelson, n. 1936 - Bathurst, † 1992)

## Piloti di rally(1)
- Denis Giraudet, copilota di rally francese (n. 1955)

## Pistard(1)
- Denis Dmitriev, pistard russo (Tyrnovo, n. 1986)

## Pittori(1)
- Denis van Alsloot, pittore fiammingo (Mechelen - Bruxelles, † 1626)

## Poeti(1)
- Denis Vasil'evič Davydov, poeta e militare russo (Mosca, n. 1784 - † 1839)

## Politici(14)
- Denis Amici, politico sammarinese (Città di San Marino, n. 1972)
- Denis Bećirović, politico bosniaco (Tuzla, n. 1975)
- Denis Ducarme, politico belga (Watermael-Boitsfort, n. 1973)
- Denis Gavini, politico e avvocato francese (Campile, n. 1820 - Parigi, † 1916)
- Denis Goldberg, politico e attivista sudafricano (Città del Capo, n. 1933 - Città del Capo, † 2020)
- Denis Healey, politico inglese (Mottingham, n. 1917 - Alfriston, † 2015)
- Denis Moncada, politico, diplomatico e avvocato nicaraguense (Murra, n. 1948)
- Denis Nesci, politico italiano (Polistena, n. 1981)
- Denis Pušilin, politico russo (Makeevka, n. 1981)
- Dennis Rogan, barone Rogan, politico britannico (Banbridge, n. 1942)
- Denis Sassou Nguesso, politico e militare della Repubblica del Congo (Edou, n. 1943)
- Denis Ugolini, politico italiano (Cesena, n. 1954 - Cesena, † 2016)
- Denis Voronenkov, politico russo (Nižnij Novgorod, n. 1971 - Kiev, † 2017)
- Denis Zvizdić, politico bosniaco (Sarajevo, n. 1964)

## Presbiteri(1)
- Denis Chicoine, presbitero statunitense (New Bedford, n. 1937 - Spokane, † 1995)

## Rapper(1)
- GeeGun, rapper e cantante ucraino (Odessa, n. 1985)

## Registi(6)
- Denis Amar, regista francese (Parigi, n. 1946)
- Denis Dercourt, regista e sceneggiatore francese (Parigi, n. 1964)
- Denis Evstigneev, regista sovietico (Mosca, n. 1961)
- Denis Rabaglia, regista svizzero (Martigny, n. 1966)
- Denis Sanders, regista statunitense (New York, n. 1929 - San Diego, † 1987)
- Denis Villeneuve, regista, sceneggiatore e produttore cinematografico canadese (Bécancour, n. 1967)

## Religiosi(1)
- Denis de Sainte-Marthe, religioso, teologo e storico francese (Parigi, n. 1650 - Parigi, † 1725)

## Rugbisti a 15(5)
- Denis Charvet, ex rugbista a 15, produttore cinematografico e attore francese (Cahors, n. 1962)
- Denis Dallan, ex rugbista a 15 italiano (Asolo, n. 1978)
- Denis Hickie, ex rugbista a 15 e dirigente d'azienda irlandese (Dublino, n. 1976)
- Denis Leamy, ex rugbista a 15, allenatore di rugby a 15 e giornalista irlandese (Cashel, n. 1981)
- Denis Majstorović, rugbista a 15 italiano (Pakrac, n. 1989)

## Saltatori con gli sci(1)
- Denis Kornilov, saltatore con gli sci russo (Nižnij Novgorod, n. 1986)

## Scacchisti(3)
- Denis Chismatullin, scacchista russo (Neftekamsk, n. 1984)
- Denis Kadrić, scacchista bosniaco (Francoforte, n. 1995)
- Denis Rombaldoni, scacchista italiano (Pesaro, n. 1989)

## Scialpinisti(1)
- Denis Trento, scialpinista italiano (Aosta, n. 1982 - La Salle, † 2024)

## Sciatori alpini(2)
- Denis Corthay, sciatore alpino svizzero (n. 2003)
- Denis Rey, ex sciatore alpino francese (La Tronche, n. 1966)

## Scrittori(5)
- Denis Ivanovič Fonvizin, scrittore, commediografo e drammaturgo russo (Mosca, n. 1745 - Mosca, † 1792)
- Denis Guedj, romanziere e matematico francese (Sétif, n. 1940 - Parigi, † 2010)
- Denis Henriquez, scrittore olandese (Oranjestad, n. 1945)
- Denis Johnson, scrittore statunitense (Monaco di Baviera, n. 1949 - Gualala, † 2017)
- Denis de Rougemont, scrittore, filosofo e saggista svizzero (Couvet, n. 1906 - Ginevra, † 1985)

## Sociologi(1)
- Denis McQuail, sociologo britannico (Londra, n. 1935 - † 2017)

## Sollevatori(1)
- Denis Ulanov, sollevatore kazako (Zyryanovsk, n. 1993)

## Storici(3)
- Denis Godefroy, storico francese (Parigi, n. 1615 - Lilla, † 1681)
- Denis Mack Smith, storico e biografo britannico (Londra, n. 1920 - Londra, † 2017)
- Denis Richet, storico francese (Parigi, n. 1927 - Parigi, † 1989)

## Tennisti(5)
- Denis Golovanov, tennista russo (Soči, n. 1979)
- Denis Gremelmayr, ex tennista tedesco (Heidelberg, n. 1981)
- Denis Istomin, tennista e allenatore di tennis uzbeko (Orenburg, n. 1986)
- Denis Kudla, ex tennista statunitense (Kiev, n. 1992)
- Denis Shapovalov, tennista canadese (Tel Aviv, n. 1999)

## Triplisti(2)
- Denis Finnegan, triplista irlandese (n. 1986)
- Denis Kapustin, ex triplista russo (Kazan', n. 1970)

## Velocisti(2)
- Denis Alekseev, velocista russo (n. 1987)
- Denis Dimitrov, velocista bulgaro (Montana, n. 1994)

## Vescovi cattolici(4)
- Denis George Browne, vescovo cattolico neozelandese (Auckland, n. 1937 - Auckland, † 2024)
- Denis Jachiet, vescovo cattolico francese (Parigi, n. 1962)
- Denis Kelly, vescovo cattolico irlandese (Nenagh, n. 1852 - Cobh, † 1924)
- Denis Joseph O'Connell, vescovo cattolico irlandese (Donoughmore, n. 1849 - Richmond, † 1927)

## Senza attività specificata(3)
- Denis Stojkov, ex pentatleta russo (n. 1974)
- Denis Vaucher, sciatore di pattuglia militare svizzero (n. 1898 - † 1993)
- Denis Verdini, ex politico e imprenditore italiano (Fivizzano, n. 1951)